# سیارک ۹۴۷۸
سیارک ۹۴۷۸ (به انگلیسی: 9478 Caldeyro، نامگذاری:2148P-L) نه هزار و چهارصد و هفتاد و هشتمین سیارک کشف شده‌است که در ۲۴ سپتامبر ۱۹۶۰ کشف شد.
قدر مطلق سیارک برابر ۱۴٫۱۰ است.